# Fockenburg
Die Fockenburg ist eine abgegangene Burg in Leer in Niedersachsen. Sie wurde 1421 vom ostfriesischen Häuptling Focko Ukena in der Art eines „Hohen Hauses“ erbaut und 1431 vom Freiheitsbund der Sieben Ostfrieslande zerstört. Der Standort der Fockenburg konnte erst 2017 durch archäologische Untersuchungen auf dem Gelände des Borromäus-Hospitals sicher nachgewiesen werden.

## Geschichte
Der Häuptling Focko Ukena verlegte Anfang des 15. Jahrhunderts seinen Hauptsitz von seinem Stammsitz in Neermoor nach Leer und ließ dort 1421 die Fockenburg erbauen. Gegen seine Herrschaft bildete sich unter dem Geschlecht der Cirksena eine Opposition, die als Freiheitsbund der Sieben Ostfrieslande firmierte. Ukena als Großgrundbesitzer wurde nachgesagt, mit Seeräubern im Bunde zu stehen. Andere ostfriesische Häuptlinge und Bauern fühlten sich von ihm in ihrer Eigenverantwortung bedroht, da er zudem seine friesischen Widersacher unter Ocko tom Brook sowie den Erzbischof von Bremen und den Grafen von Oldenburg besiegt hatte. 1430 belagerte der Freiheitsbund der Sieben Ostfrieslande ein halbes Jahr lang die Fockenburg, aus der Focko Ukena der Legende nach in einem Fass über den Wassergraben geflohen ist. Nach der Eroberung wurde die Burg geschleift und das Material teilweise für den Bau der Festung Leerort verwendet. In der Nachfolge der Fockenburg entstand auf einem Geesthügel in Leer die Unkenburg, die später zur Harderwykenburg wurde.

## Standort

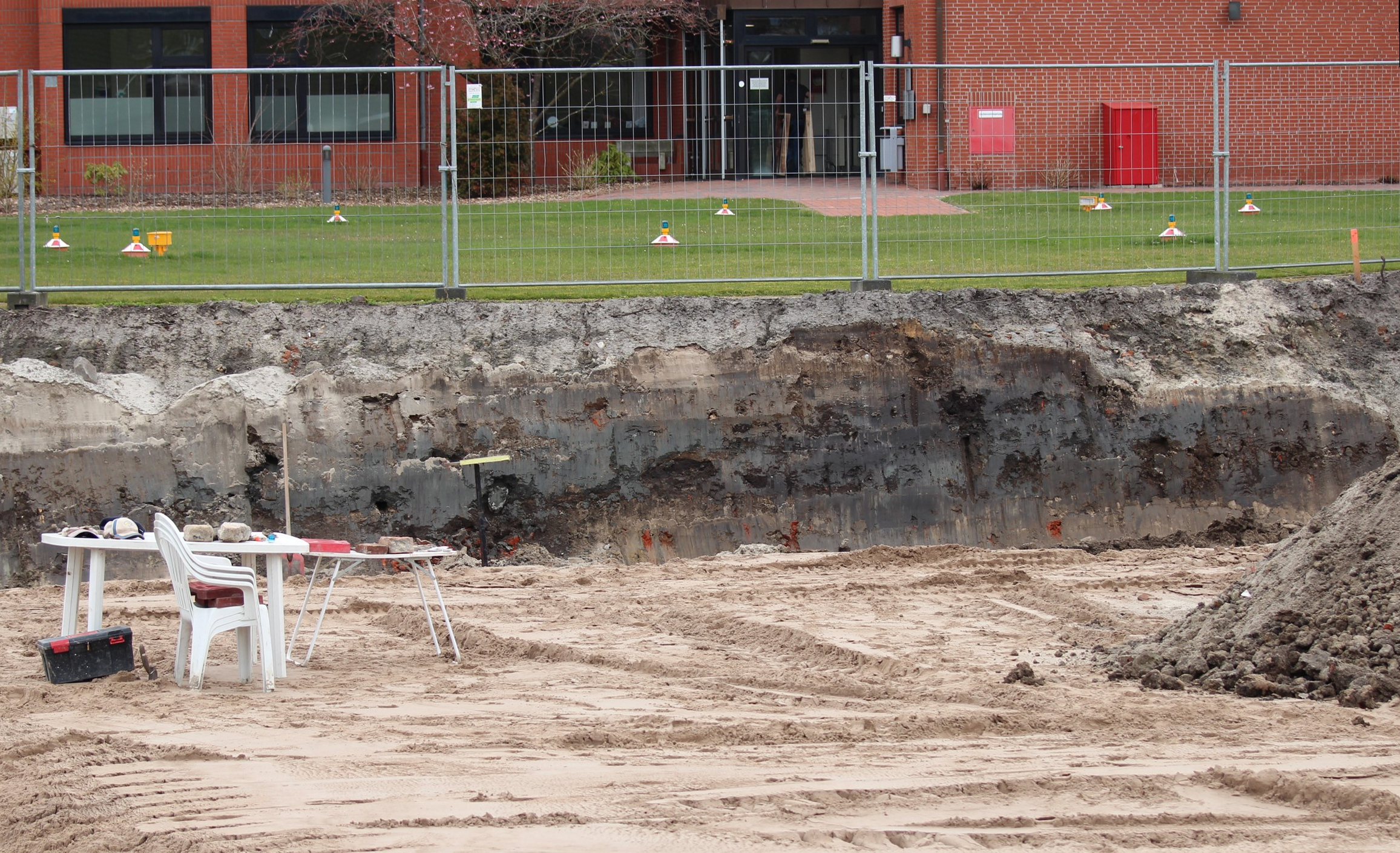
Dunkle Bodenverfärbung an der Grabungsstelle

Historischen Quellen zufolge lag die Fockenburg westlich der Altstadt zwischen der Straße Steinburgsgang und dem heutigen Borromäus-Hospital. Dafür sprachen auch im Boden gefundene Backsteine und der Straßenname Steinburgsgang. Bei früheren archäologischen Untersuchungen wurde dort bereits ein Wassergraben entdeckt, der der Burg zugerechnet wurde. Erneute Untersuchungen durch Suchschnitte in dem Areal führten im Jahr 2007 zu keinem Ergebnis, da dabei nur eine feuchte Senke aus mittelalterlicher Zeit festgestellt wurde.
Vor der Errichtung eines Parkhauses auf dem Klinikgelände fanden Anfang 2017 Ausgrabungen auf dem Baugelände statt. Anhand der dabei festgestellten Befunde konnte laut dem Archäologen Rolf Bärenfänger der Standort der Fockenburg rekonstruiert werden. Zu den Befunden zählen die Reste von zwei Burggräben. Der äußere Graben war etwa 15 Meter breit und über einen Meter tief, der Innengraben rund 10 Meter breit und 70 cm tief. Der Verlauf der Gräben lässt auf den Standort der früheren Burgstelle auf einem Parkplatz im Innenhof des Krankenhauses schließen. Bei den Ausgrabungen wurden verschiedene Fundstücke geborgen. Es handelt sich um klobige Backsteine und Gebrauchsgegenstände aus dem Spätmittelalter, wie Gefäßhenkel, eine lederne Schuhsohle und Pfeifen. Anfang 2019 kam es nach dem Abriss eines Gebäudes im Innenhof der Klinik zu einer weiteren Ausgrabung, bei der sich jedoch keine Reste einer Burg fanden.

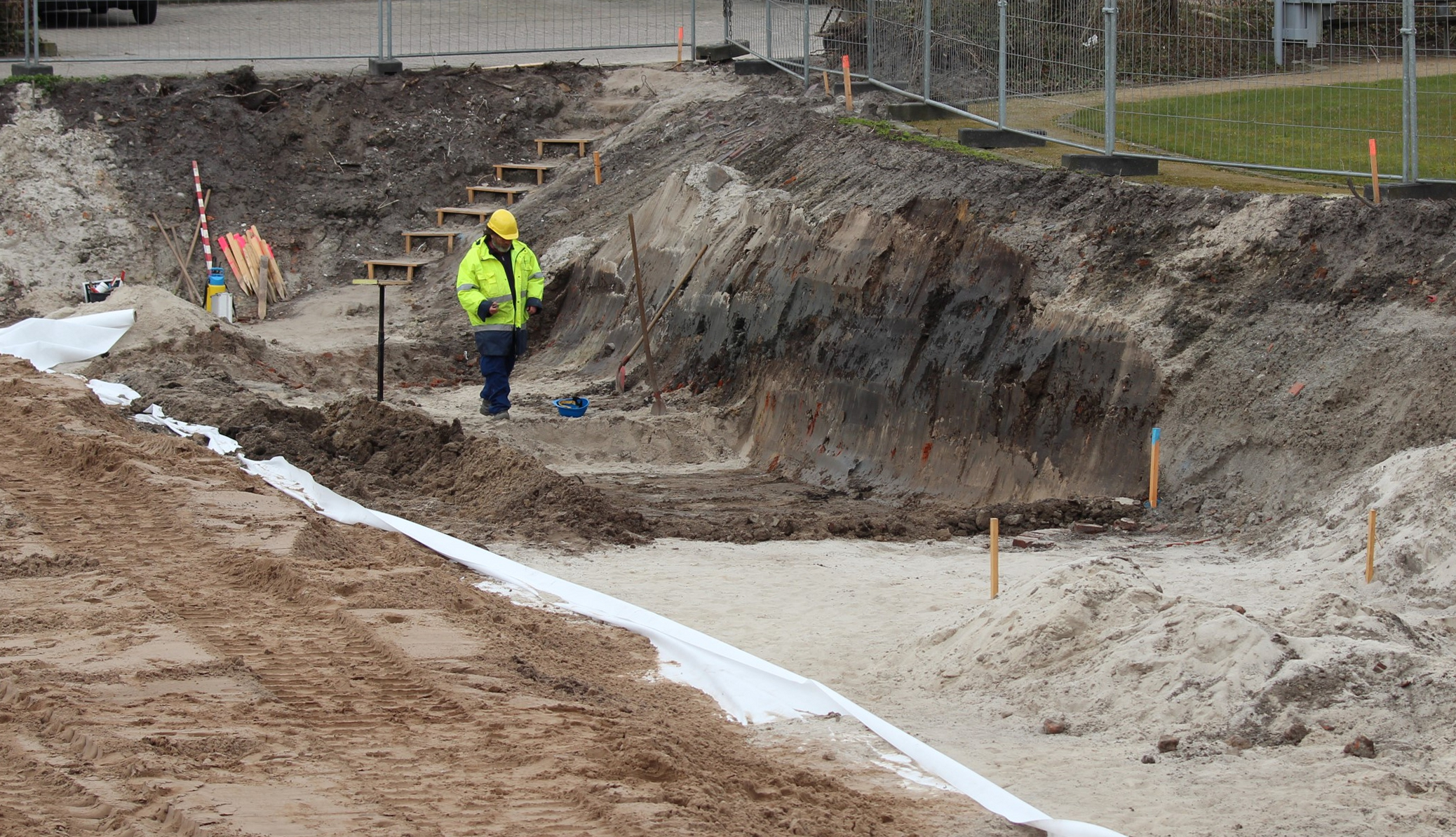
Dunkle Bodenverfärbung von einem Wall oder einem Wassergraben
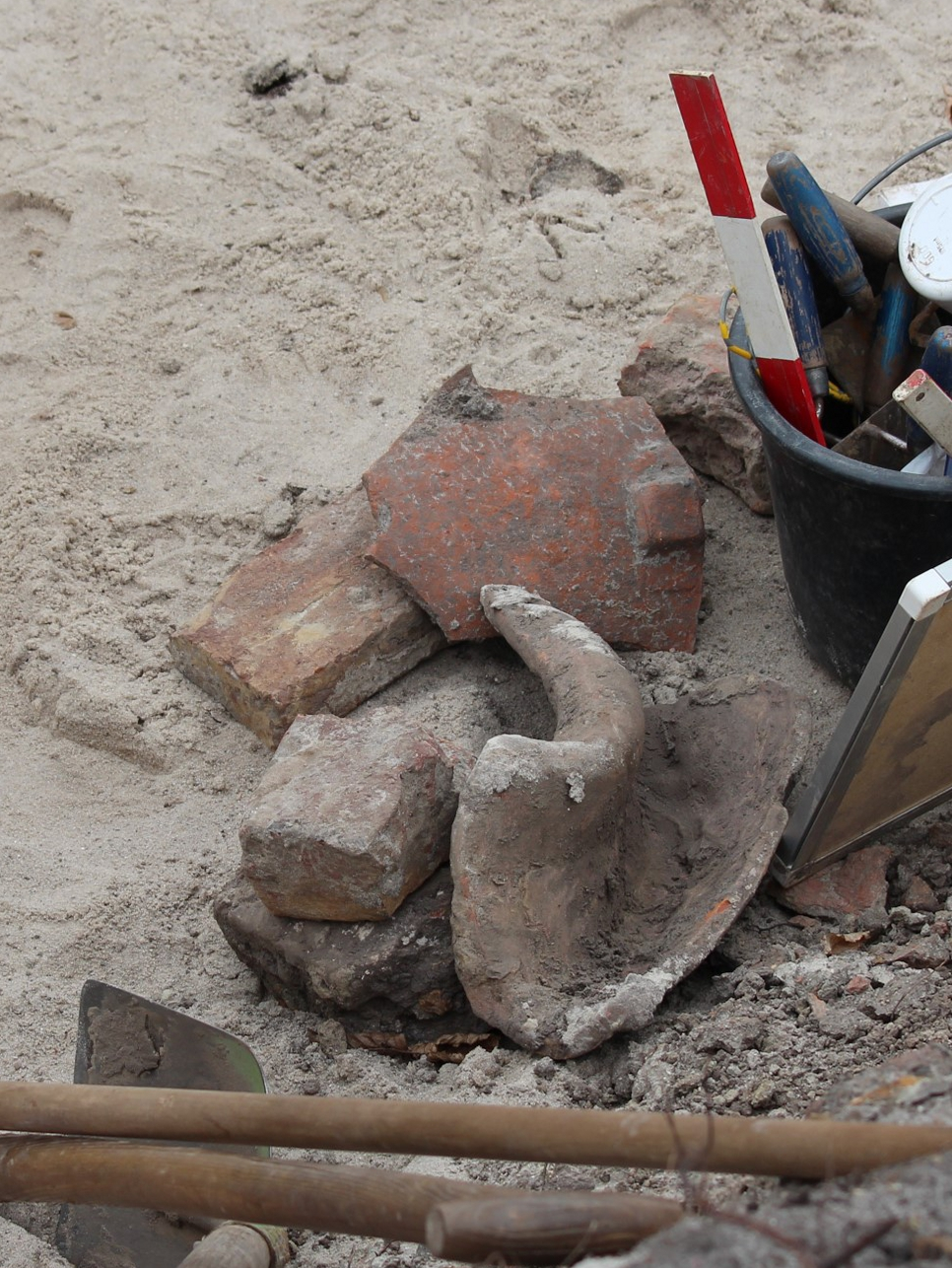
Fundstücke auf der Grabungsfläche, Ziegel und Dachpfannenfragmente
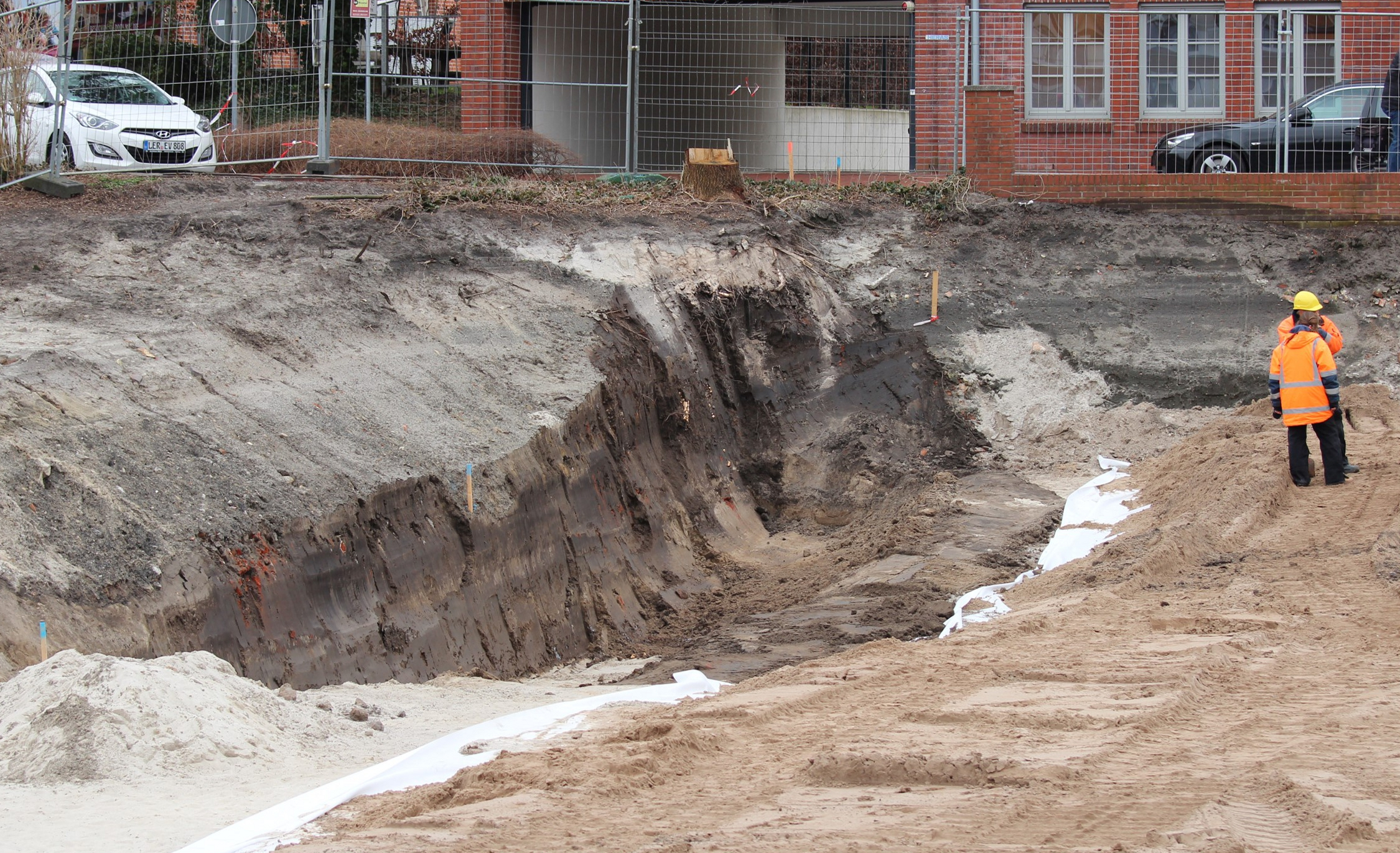
Weitere dunkle Bodenverfärbung von einem Wall oder einem Wassergraben